# Avó dos Uruguaios

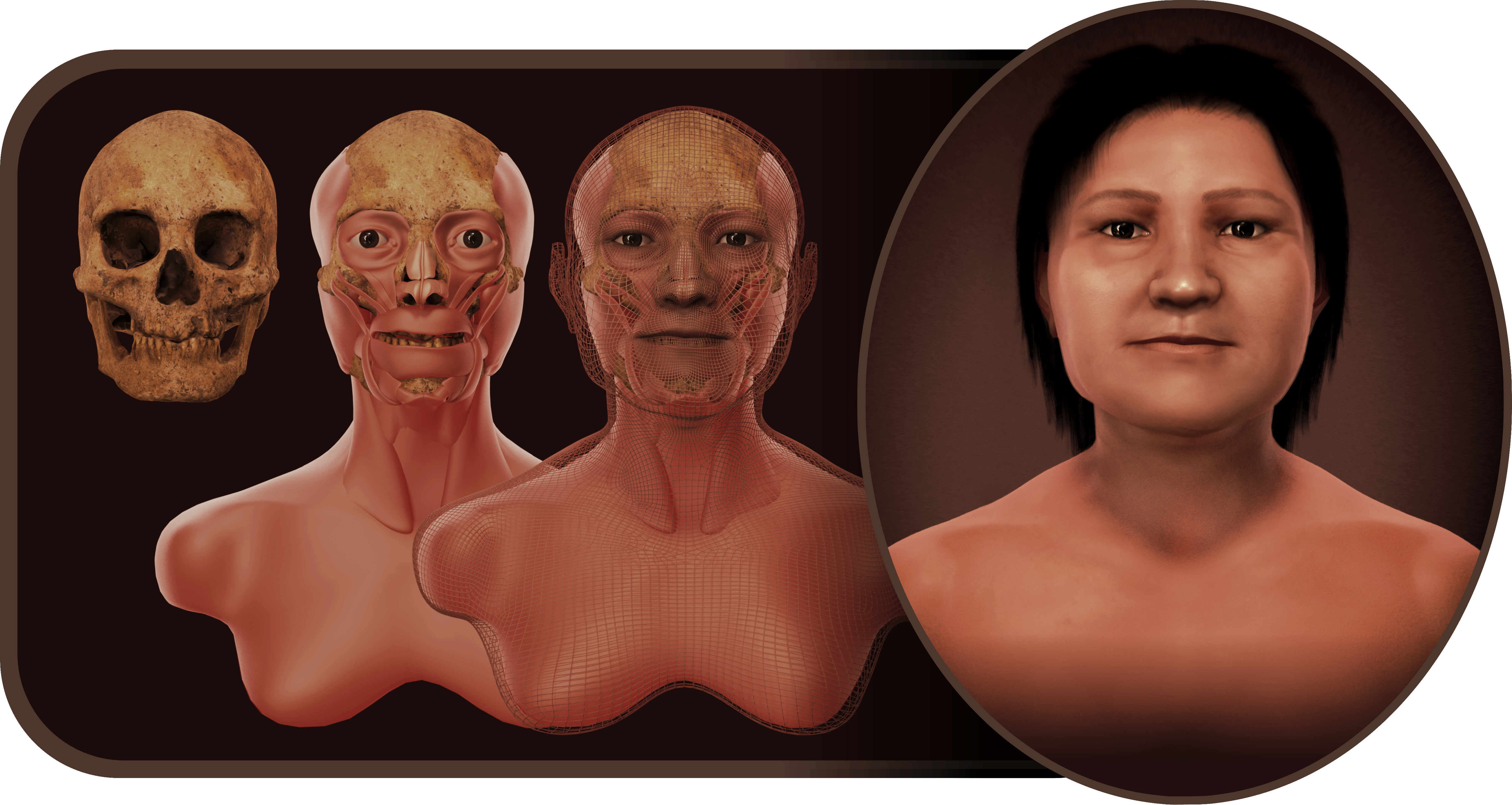
Reconstituição do rosto da Abuela de los uruguayos.

A Avó dos Uruguaios é um crânio localizado a leste do atual território do Uruguai, com idade estimada de 1600 anos, sendo considerado o mais antigo já encontrado no país.
O crânio foi localizado em um monte, chamado Cerritos de Indios, no departamento de Rocha, sendo considerado o crânio mais antigo localizado no Uruguai, na década de 1990. A idade da morte da mulher foi estimada entre 35 a 45 anos, e com traços asiáticos, sendo de origem indígena. As análises realizadas para a datação do crânio foram feitas em 2012 pelo laboratório do Departamento de Física da Universidade do Arizona, nos Estados Unidos, à partir do osso de uma falange. O resultado da análise de DNA aponta semelhanças com o povo charrua.
Em 22 de novembro de 2018 a reconstrução digital do rosto foi apresentada no Museu de Arte Pré-colombiana e Indígena (MAPI) de Montevidéu, obra realizada pelo brasileiro Cícero Moraes, designer 3D referência no campo da reconstrução facial forense. O rosto foi apresentado com as maçãs salientes e pele levemente acobreada. A construção do rosto leva em conta os dados genéticos relativos aos povos que existiram no local, como os grupos indígenas charruas, guenoas, minuanos e guaranis.